# Sapang Dalaga
Sapang Dalaga is een gemeente in de Filipijnse provincie Misamis Occidental op het eiland Mindanao. Bij de laatste census in 2007 had de gemeente bijna 17 duizend inwoners.

## Geografie

### Bestuurlijke indeling
Sapang Dalaga is onderverdeeld in de volgende 28 barangays:
| - Agapito Yap, Sr. - Bautista - Bitibut - Boundary - Caluya - Capundag - Casul - Dalumpinas - Dasa - Dioyo - Disoy - El Paraiso - Guinabot - Libertad | - Locus - Macabibo - Manla - Masubong - Medallo - Poblacion - Salimpuno - San Agustin - Sapang Ama - Sinaad - Sipac - Sixto Velez, Sr. - Upper Bautista - Ventura |

## Demografie
Sapang Dalaga had bij de census van 2007 een inwoneraantal van 16.567 mensen. Dit zijn 1.227 mensen (6,9%) minder dan bij de vorige census van 2000. De gemiddelde jaarlijkse groei komt daarmee uit op -0,98%, hetgeen geheel afwijkt van het landelijk jaarlijks gemiddelde over deze periode (2,04%). Vergeleken met de census van 1995 is het aantal mensen met 4.517 (21,4%) afgenomen.

De bevolkingsdichtheid van Sapang Dalaga was ten tijde van de laatste census, met 16.567 inwoners op 93,93 km², 176,4 mensen per km².